# Hidasnémeti
Hidasnémeti est un village et une commune du comitat de Borsod-Abaúj-Zemplén en Hongrie.

## Géographie
La gare de Hidasnémeti est la gare frontière de la ligne de chemin de fer entre Miskolc et Košice.